# دابوق (الأردن)

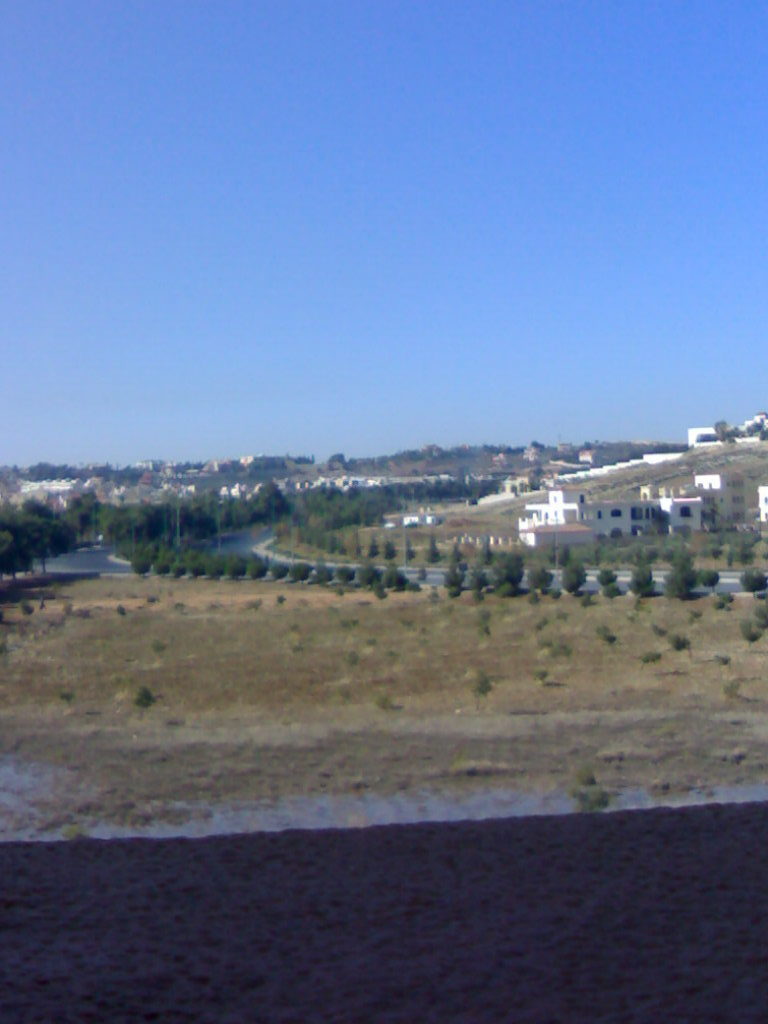

دابوق هي من أرقى مناطق مدينة عمان العاصمة الأردنية ، تحتوي على فلل و قصور يتجاوز سعر الواحد منها بالحد الأدنى المليون دولار أميركي، يقع بالقرب منها المنزل الخاص الملك عبد الله الثاني، كما أنها لا تحتوي على شقق أو عمارات سكنية فترخيص فيها فقط للفلل.